# Фридман, Лекс
Лекс Фридман (англ. Lex Fridman, урождённый Алексей Александрович Федотов; род. 15 августа 1983, Чкаловск, Ленинабадская область) — американский видеоблогер и интервьюер, ведущий подкаста Lex Fridman Podcast, а также учёный в области компьютерных технологий и искусственного интеллекта.

## Биография
Родился 15 августа 1983 года в Чкаловске (сейчас Бустон), Ленинабадская область, Таджикская ССР, под именем Алексей Александрович Федотов. До подросткового возраста рос и учился в Москве. Его отец — Александр Аркадьевич Фридман, физик, профессор и директор Института плазмы Университетa Дрекселя, родился в Киеве. Мать росла в Харькове. Родители имеют еврейские и украинские корни. Брат, Грегори (Григорий) Фридман, является исследователем физики плазмы в Университете Дрекселя. Часть его семьи погибла во время Холокоста.
Переехал из Москвы в Чикаго вместе с родителями и братом в 1994 году, в возрасте 11 лет. Получил степень PhD в компьютерной инженерии в 2014 году. Работал исследователем в области компьютерных технологий и искусственного интеллекта.
В 2018 году начал вести технический подкаст на YouTube. В 2019 году он стал соавтором скандального исследования автопилота Tesla, утверждавшего, что водители продолжают сохранять внимание, когда едут с полуавтоматическим автопилотом. После этого владелец Tesla Илон Маск популяризовал подкаст Фридмана.
Среди его гостей на YouTube канале — Илон Маск, Дональд Трамп, Биньямин Нетаньяху, Хавьер Милей, Владимир Зеленский, Гвидо ван Россум, Марк Цукерберг, Джефф Безос, Джордан Питерсон, Виталик Бутерин, Оливер Стоун, Сэм Альтман, Илья Суцкевер, Канье Уэст, Мэттью Макконахи, Джо Роган и другие.
Общее количество просмотров подкаста Фридмана на YouTube составляет более полмиллиарда. В 2021 году подкаст Фридмана был включён в список 17 технических подкастов, рекомендуемых экспертами Forbes.
Издание Business Insider пишет:

В эпизодах [подкаста Фридмана] Джо Роган рассказывает о том, что за ним следят спецслужбы (8,7 миллиона просмотров); Джордан Питерсон ставит под сомнение обоснованность моделей изменения климата (9,5 миллиона просмотров); и, конечно же, Канье Уэст разглагольствует о евреях, управляющих СМИ (4,6 миллиона просмотров), <…> биткоин—магнат Баладжи Шринивасан критикует регуляторную деятельность Food and Drug Administration, Маск обвиняет «коммунизм» в том, что он настроил против себя свою трансгендерную дочь, — Фридман стал их рупором.